# La strada
La strada is een  Italiaanse dramafilm uit 1954 onder regie van Federico Fellini.

## Verhaal
Gelsomina is een eenvoudig meisje dat door haar moeder wordt verkocht aan de krachtpatser Zampanò, die zijn brood verdient door als boeienkoning langs jaarmarkten te trekken. Hij maakt Gelsomina tot zijn hulpje en behandelt haar wreed. Door haar kinderlijke optimisme bezwijkt ze niet onder diens brutaliteit. Ze maakt vervolgens kennis met een opgewekte koorddanser, die haar laat zien dat er meer kan zijn dan een leven met Zampanò. Hij kan Gelsomina alleen niet overtuigen om haar meester te verlaten. Zampanò krijgt ruzie met de koorddanser en doodt hem tijdens een gevecht. Daardoor knakt er iets bij Gelsomina. Wanneer Zampanò jaren later ontdekt dat Gelsomina is gestorven, stort hij zelf in.

## Rolverdeling
| Acteur           | Personage |
| ---------------- | --------- |
| Anthony Quinn    | Zampanò   |
| Giulietta Masina | Gelsomina |
| Richard Basehart | De zot    |
| Aldo Silvani     | Giraffa   |
| Marcella Rovere  | Weduwe    |
| Livia Venturini  | Non       |

## Prijzen en nominaties
| Jaar | Prijs                        | Categorie                      | Genomineerde(n)                               | Uitslag     |
| ---- | ---------------------------- | ------------------------------ | --------------------------------------------- | ----------- |
| 1954 | Filmfestival van Venetië     | Zilveren Leeuw                 | Federico Fellini                              | Gewonnen    |
| 1954 | Filmfestival van Venetië     | Gouden Leeuw                   | Federico Fellini                              | Genomineerd |
| 1955 | Nastro d'Argento             | Beste regie                    | Federico Fellini                              | Gewonnen    |
| 1955 | Nastro d'Argento             | Beste productie                | Dino De Laurentiis Carlo Ponti                | Gewonnen    |
| 1956 | National Board of Review     | Beste buitenlandse film        | Federico Fellini                              | Gewonnen    |
| 1956 | New York Film Critics Circle | Beste buitenlandse film        | Federico Fellini                              | Gewonnen    |
| 1956 | Bodil                        | Beste Europese film            | Federico Fellini                              | Gewonnen    |
| 1956 | BAFTA's                      | Beste internationale film      | Federico Fellini                              | Genomineerd |
| 1956 | BAFTA's                      | Beste buitenlandse actrice     | Giulietta Masina                              | Genomineerd |
| 1957 | Oscars                       | Beste buitenlandse film        | Dino De Laurentiis Carlo Ponti                | Gewonnen    |
| 1957 | Oscars                       | Beste oorspronkelijke scenario | Federico Fellini Tullio Pinelli Ennio Flaiano | Genomineerd |